# Pierre-Louis Berquin-Duvallon
Pour les articles homonymes, voir Berquin.
Pierre-Louis Berquin-Duvallon, né à Saint-Domingue en 1769, est un planteur de sucre devenu écrivain et l'un des 10 000 réfugiés français de Saint-Domingue en Amérique qui ont fui la révolte des esclaves en 1793 à Saint-Domingue pour s'installer à La Nouvelle-Orléans, alors sous régime espagnol.
« La Louisiane doit son avantage aux calamités de Saint-Domingue qui ont stimulé la demande de sucre de Louisiane et amené nombre de planteurs malheureux à s'installer le long du Mississippi », écrit-il dans ses mémoires.
À son arrivée à La Nouvelle-Orléans, ses esclaves furent emprisonnés par les Espagnols qui craignaient que l'esprit révolutionnaire n'influençât leurs propres esclaves. Après plusieurs années, Pierre-Louis Berquin-Duvallon publia une Vue de la colonie espagnole du Mississipi ou des provinces de Louisiane et Floride Occidentale en l’an 1802 (1803), où il se montre opposé à l’émancipation des indigènes et aux idées révolutionnaires.
Il est encore l’auteur de Recueil de poésies d’un colon de St-Domingue (1802), Aurélien et Astérie ou les Malheurs des préjugés (1805), Aventure coloniale (publié anonymement), Lettre d’un colon de St-Domingue à un journaliste français (1814), Aspasie (tragédie en 5 actes, Paris, Lebour, 1804), Mélusine (roman).